# Francisco Moreno Zuleta
Francisco de Asís Moreno y Zuleta de los Reales (Jerez de la Frontera, 4 de agosto de 1880-Madrid, 3 de julio de 1963) fue un abogado y político español, que desempeñó los cargos de ministro de Economía Nacional y de Hacienda durante la dictadura del general Primo de Rivera.

## Biografía
Nacido en 1880 en Jerez de la Frontera, fue alumno del colegio jesuita San Luis Gonzaga.Conde de los Andes, marqués de Mortara, grande de España y albacea de Alfonso XIII, este terrateniente inició su carrera política en el seno del Partido Conservador por el que concurrió en las sucesivas elecciones celebradas entre 1907 y 1920 obteniendo un escaño de diputado en el Congreso por la circunscripción de Cádiz pasando, en 1921, al Senado como «senador por derecho propio». Durante la dictadura de Primo de Rivera se convirtió en 1927 en miembro de la Asamblea Nacional Consultiva en calidad de «representante del Estado». 
Fue ministro de Economía Nacional entre el 3 de noviembre de 1928 y el 21 de enero de 1930 en el Directorio Civil de la dictadura, periodo en el que el ministerio se dividió en dos carteras: Hacienda y Economía Nacional. Posteriormente sería ministro de Hacienda entre el 21 de enero y el 30 de enero de 1930. Durante la guerra civil española, colaboró con los sublevados en la conformación del Servicio de Información de la Frontera Nordeste de España que se constituyó bajo sus auspicios y los del General Mola. En este período fue el representante oficioso de los sublevados en el sur de Francia, especialmente, en los primeros momentos de la contienda.
El conde de los Andes, que contrajo matrimonio con Carmen Herrera y Herrera —hija de Ramón Herrera y Gutiérrez, conde de la Mortera, y cuñada de Gabriel Maura—, llegó a desempeñar los cargos de consejero del Banco Hispano Austro-Húngaro y presidente del Banco de Madrid.
Falleció el 3 de julio de 1963 en su domicilio del número 21 de la madrileña calle de Velázquez.